# Euphorbia confinalis
Euphorbia confinalis är en törelväxtart som beskrevs av Robert Allen Dyer. Euphorbia confinalis ingår i släktet törlar, och familjen törelväxter.

## Underarter
Arten delas in i följande underarter:
- E. c. confinalis
- E. c. rhodesiaca

## Bildgalleri

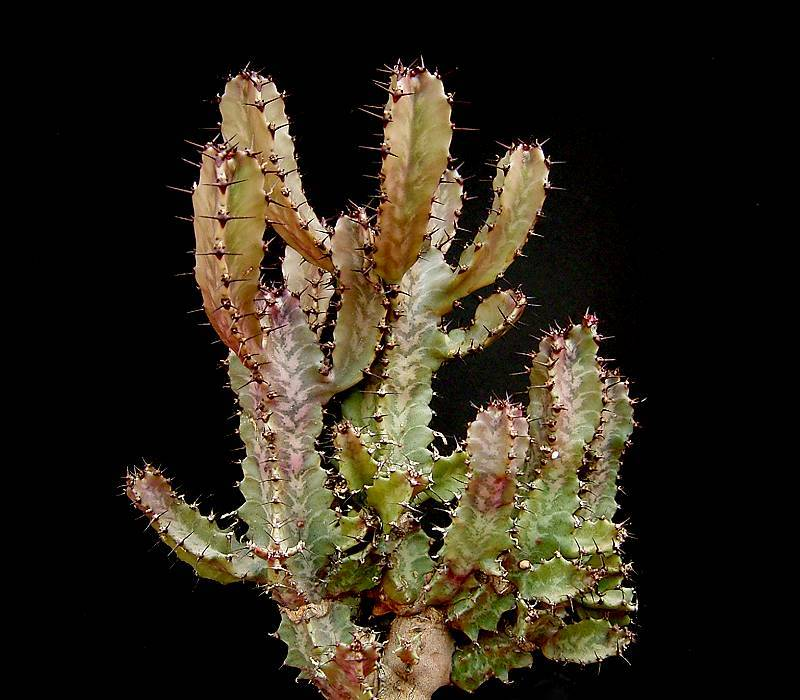
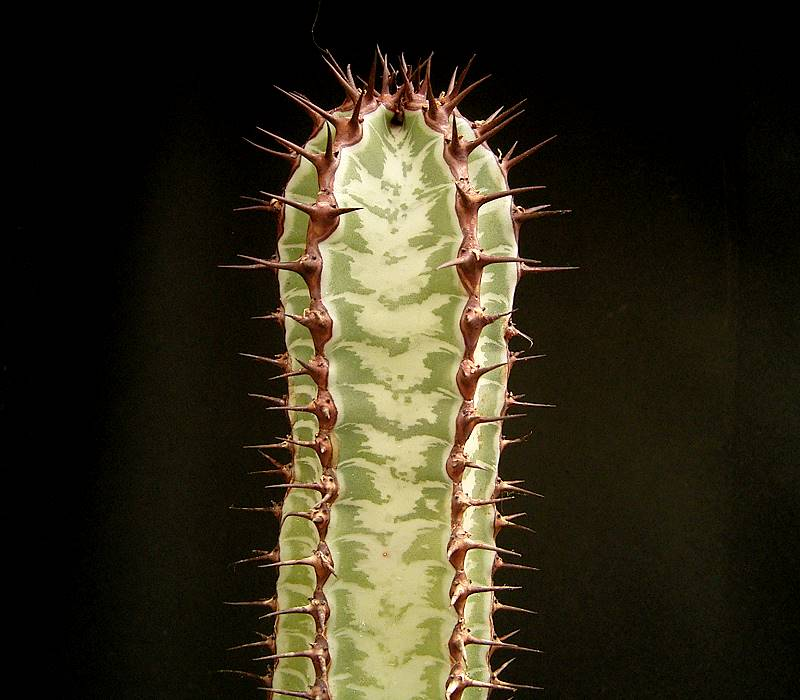
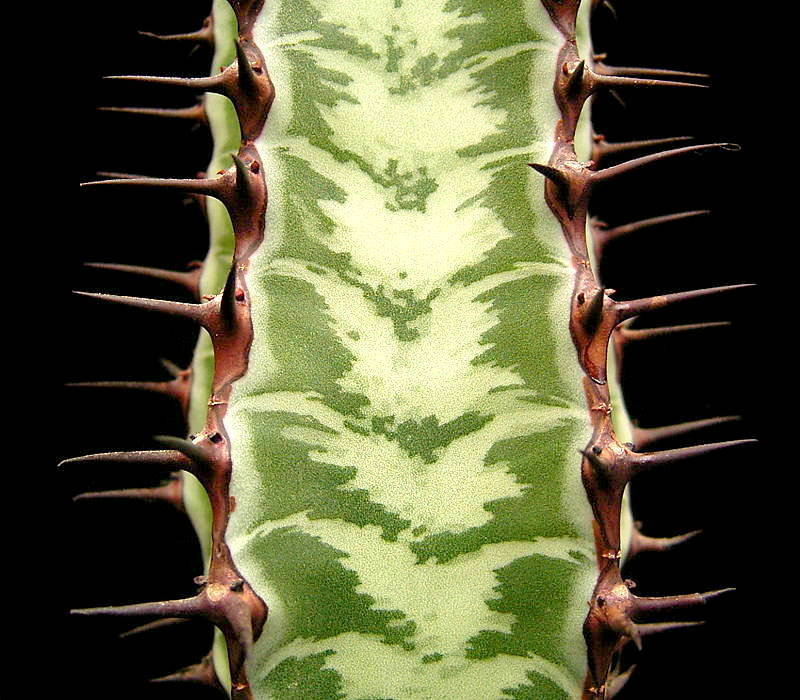
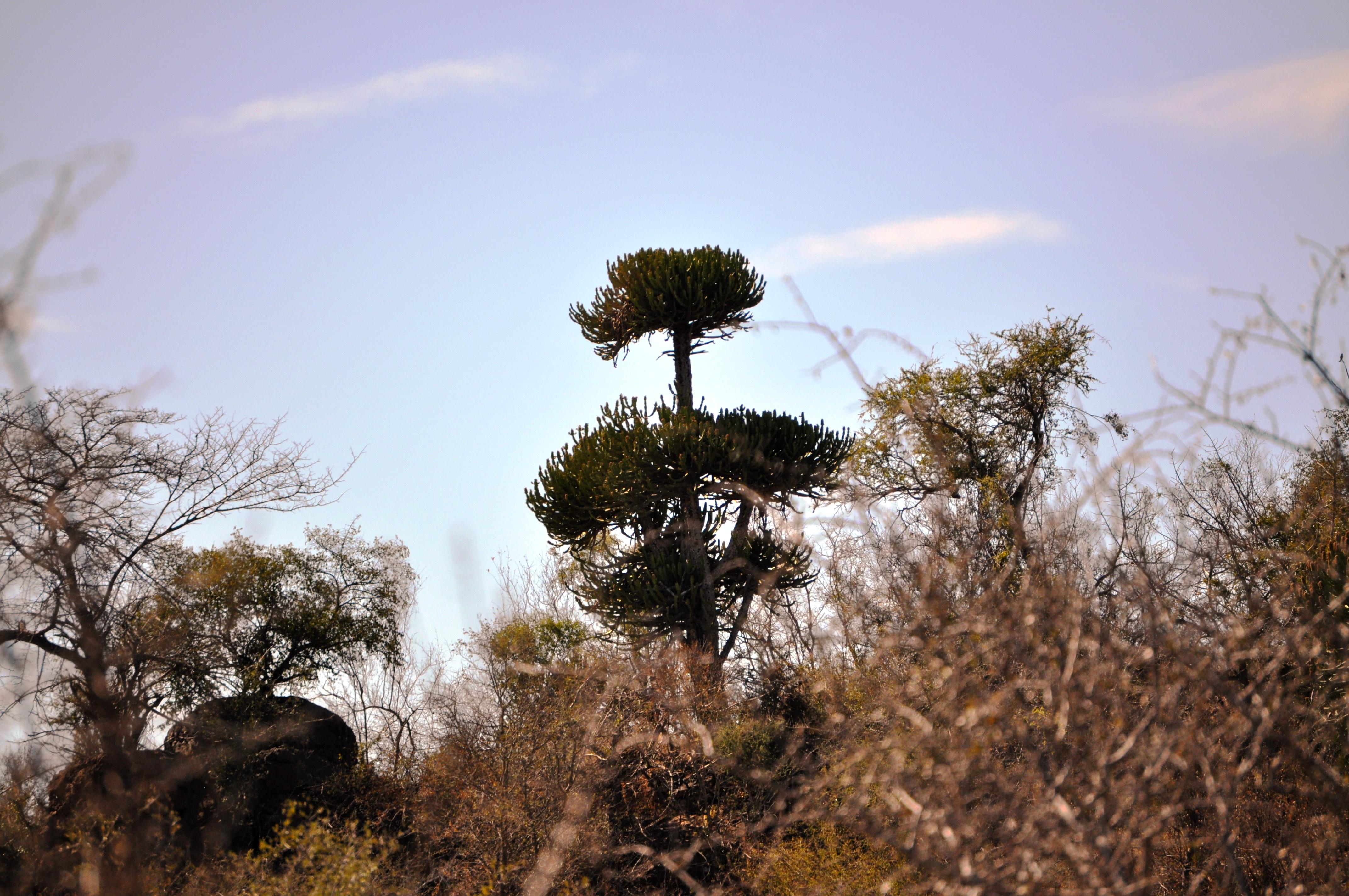